# Cole (Oklahoma)
Cole é uma cidade  localizada no estado norte-americano de Oklahoma, no Condado de McClain.

## Demografia
Segundo o censo norte-americano de 2000, a sua população era de 473 habitantes.
Em 2006, foi estimada uma população de 489, um aumento de 16 (3.4%).

## Geografia
De acordo com o United States Census Bureau tem uma área de
39,1 km², dos quais 39,1 km² cobertos por terra e 0,0 km² cobertos por água.

## Localidades na vizinhança
O diagrama seguinte representa as localidades num raio de 16 km ao redor de Cole.